# Challenger de Buenos Aires 2024
Il Challenger de Buenos Aires 2024 è stato un torneo maschile di tennis professionistico. È stata la 13ª edizione del torneo, facente parte della categoria Challenger 75 nell'ambito dell'ATP Challenger Tour 2024, con un montepremi di 82 000 $. Si è giocato dal 30 settembre al 6 ottobre 2024 sui campi in terra rossa del Racket Club di Buenos Aires, in Argentina.

## Partecipanti

### Teste di serie
| Nazionalità | Giocatore               | Ranking* | Testa di serie |
| ----------- | ----------------------- | -------- | -------------- |
| Argentina   | Federico Coria          | 93       | 1              |
| Argentina   | Francisco Comesaña      | 102      | 2              |
| Bolivia     | Hugo Dellien            | 107      | 3              |
| Argentina   | Camilo Ugo Carabelli    | 112      | 4              |
| Paesi Bassi | Jesper de Jong          | 128      | 5              |
| Argentina   | Román Andrés Burruchaga | 130      | 6              |
| Brasile     | Gustavo Heide           | 156      | 7              |
| Argentina   | Federico Agustín Gómez  | 158      | 8              |

* Ranking al 23 settembre 2024.

### Altri partecipanti
I seguenti giocatori hanno ricevuto una wild card per il tabellone principale:
- Juan Ignacio Londero
- Genaro Alberto Olivieri
- Juan Bautista Torres

Il seguente giocatore è entrato in tabellone come special exempt:
- Daniel Vallejo

Il seguente giocatore è entrato in tabellone come alternate:
- Gonzalo Bueno

I seguenti giocatori sono passati dalle qualificazioni:
- Valerio Aboian
- Gonzalo Villanueva
- Conner Huertas del Pino
- Nicolás Kicker
- Tomás Farjat
- Luciano Emanuel Ambrogi

## Punti e montepremi
| Torneo    | Torneo              | V     | F     | SF    | QF    | 2T    | 1T  | Q | Q2  | Q1  |
| Singolare | Punti               | 75    | 44    | 22    | 12    | 6     | 0   | 4 | 2   | 0   |
| Singolare | Premi in denaro ($) | 9 880 | 5 820 | 3 450 | 2 000 | 1 165 | 720 | – | 360 | 185 |
| Doppio    | Punti               | 75    | 44    | 22    | 12    | –     | 0   | – | –   | –   |
| Doppio    | Premi in denaro ($) | 4 250 | 2 450 | 1 480 | 880   | –     | 500 | – | –   | –   |

## Campioni

### Singolare
Francisco Comesaña ha sconfitto in finale  Federico Coria con il punteggio di 1–6, 7–6(7), 6–4.

### Doppio
Murkel Dellien /  Facundo Mena hanno sconfitto in finale  Felipe Meligeni Alves /  Marcelo Zormann con il punteggio di 1–6, 6–2, [12–10].